# Danh sách chi của họ Cau
Đây là danh sách tất cả các chi trong họ Cau (Arecaceae), được sắp xếp theo tông trong phạm vi của họ này.

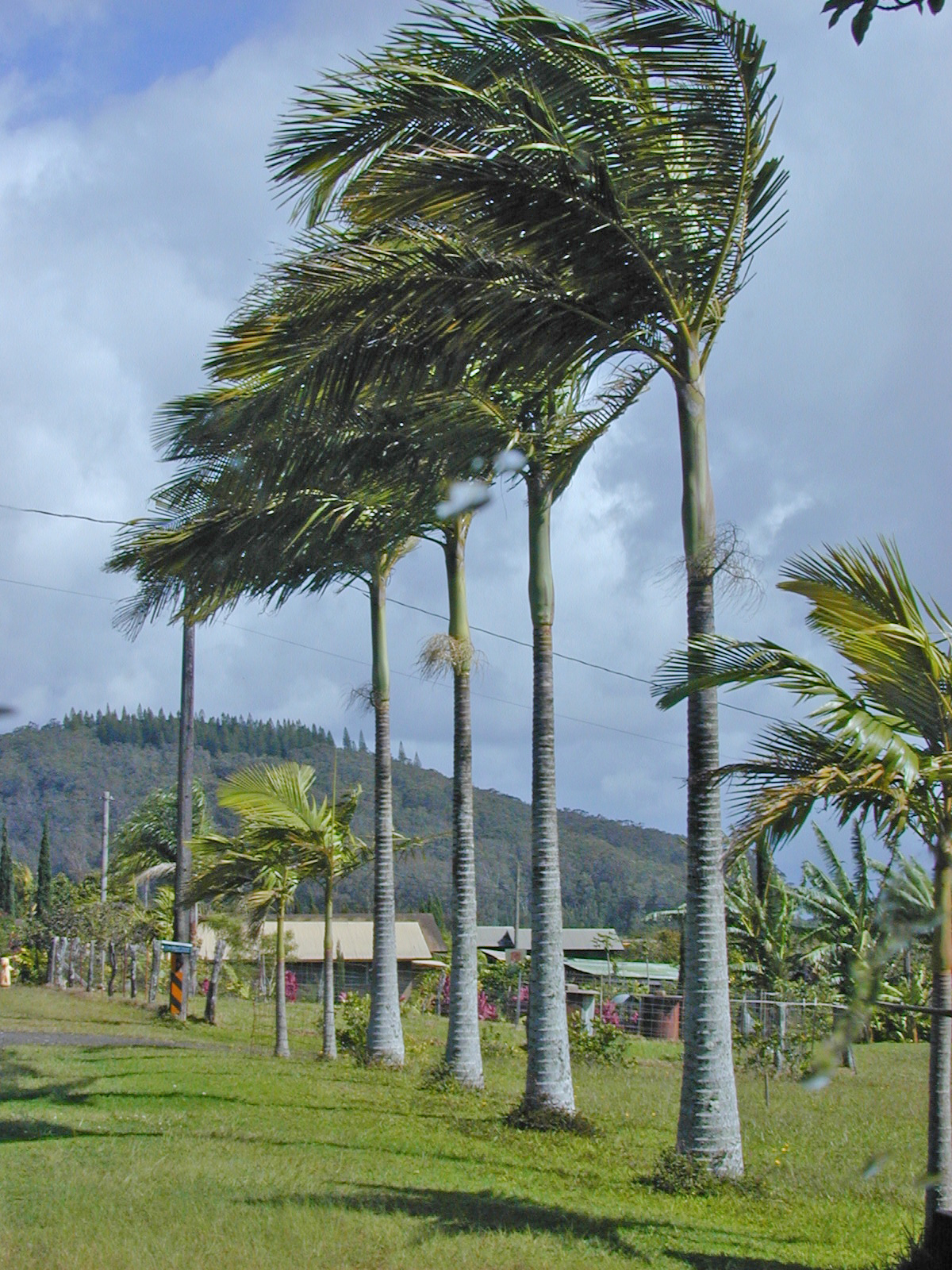
Cọ Alexander (Archontophoenix alexandrae)

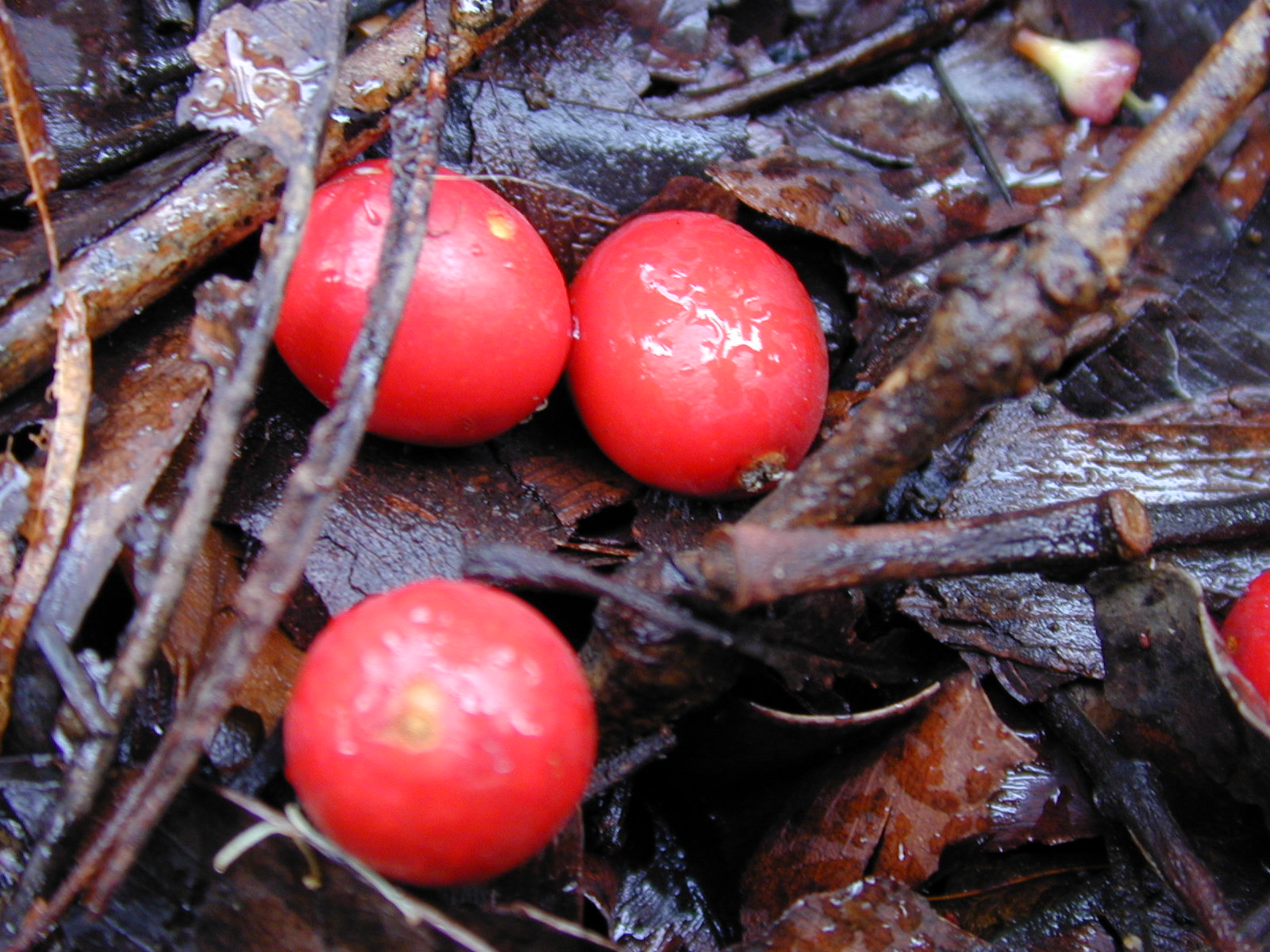
Quả của cọ Alexander (Archontophoenix alexandrae)

## Tông Areceae
- Acanthophoenix
- Acrista
- Acrostigma
- Actinokentia
- Actinophloeus
- Actinorhytis
- Adelodypsis
- Adelonenga
- Aeria
- Antongilia
- Archontophoenix
- Areca - cau
- Arenga
- Asterogyne
- Bacularia
- Balaka
- Barkerwebbia
- Barselinia
- Bentinckia
- Bentinckiopsis
- Brongniartikentia
- Calyptrocalyx
- Calyptrogyne
- Campecarpus
- Carpentaria
- Caryota
- Catis
- Catoblastus
- Ceroxylon
- Chamaedorea
- Clinosperma
- Clinostigma
- Cyclospathe
- Cyphokentia
- Cyphophoenix
- Cyphosperma
- Cyrtostachys
- Denea
- Dictyocaryum
- Dictyosperma
- Didymosperma
- Dolickokentia
- Drymophloeus
- Dypsidium
- Dypsis
- Euterpe
- Exorrhiza
- Gaussis
- Geonoma
- Gronophyllum
- Gulubia
- Gulubiopsis
- Haplodypsis
- Haplophloga
- Hedyscepe
- Heterospatha
- Howea - cọ Kentia
- Hydriastele
- Hyophorbe
- Hyospathe
- Iguanura
- Iriartea
- Iriartella
- Jessenia
- Juania
- Kalbreyera
- Kentiopsis
- Kinetostigma
- Leopoldinia
- Leptophoenix
- Linoma
- Linospadix
- Louvelia
- Loxococcus
- Macrophloga
- Malortiea
- Manicaria
- Mischophloeus
- Nenga
- Nengella
- Neodypsis
- Neonicholsonia
- Neophloga
- Neoveitchia
- Nephrosperma
- Oenocarpus
- Oncosperma
- Opsiandra
- Orania
- Oreodoxa
- Phloga
- Phlogella
- Physokentia
- Pinanga
- Plectis
- Podococcus
- Ponapea
- Prestoea (đồng nghĩa Martinezia)
- Pseudophoenix
- Ptychandra
- Ptychococcus
- Ptychoraphis
- Ptychosperma
- Reinhardtia
- Rhopaloblaste
- Rhopalostylis
- Rhynchocarpa
- Roscheria
- Roystonea - cọ hoàng gia, cọ Mỹ
- Sclerosperma
- Siphokentia
- Socratea
- Solfia
- Sommiera
- Stevensonia
- Synechanthus
- Taenianthera
- Trichodypsis
- Veitchia
- Verschaffeltia
- Vonitra
- Wallichia
- Welfia
- Wendlandiella
- Wettenia
- Wettinella
- Wettiniicarpus

## Tông Borasseae
- Borassodendron
- Bismarckia
- Borassus
- Hyphaene (bao gồm cả cọ đum)
- Latania
- Lodoicea

## Tông Calameae
- Calamus
- Calospatha
- Ceratolobus
- Daemonorops
- Eremospatha
- Eugeissonia
- Korthalsia
- Laccosperma
- Metroxylon
- Myrialepis
- Oncocalamus
- Pigafetta
- Plectocomia
- Plectomiopsis
- Raphia - cọ Raffia
- Zalacca
- Zalacella

## Tông Cocoeae
- Acanthococos
- Acrocomia
- Aiphanes
- Arecastrum
- Arikury
- Arikuryroba
- Astrocaryum
- Attalea
- Bactris
- Barbosa
- Butia
- Cocops
- Cocos - Dừa
- Curima
- Desmoncus
- Diplothemium
- Elaeis - Cọ dầu
- Jubaea
- Jubaeopsis
- Maximiliana
- Nephrocarpus
- Orbignya
- Parajubaea
- Pindarea
- Polyandrococos
- Rhyticocos
- Scheelea
- Syagrus
- Tilmia

## Tông Corypheae
- Acanthorhiza
- Acanthosabal
- Acoelorhaphe
- Brahea
- Chamaerops
- Chelyocarpus
- Coccothrinax
- Colpothrinax
- Copernicia - cọ nhựa Carnauba
- Corypha
- Crysophila
- Dammera
- Erythea
- Glaucothea
- Hemithrinax
- Inodes
- Licuala
- Livistona
- Nannorhops
- Neowashingtonia
- Paurotis
- Pelagodoxa
- Pholidocarpus
- Pritchardia
- Pritchardiopsis
- Rhapidophyllum
- Rhapis
- Sabal - cọ Palmetto
- Serenoa
- Styloma
- Tessmaniophoenix
- Teysmannia
- Thrinax
- Thrincoma
- Thringis
- Trachycarpus
- Trithrinax
- Washingtonia

## Tông Lepidocaryeae
- Lepidocaryum
- Mauritia - Cọ Moriche

## Tông Phoeniceae
- Chamaephoenix
- Phoenix - chà là

## Tông Phytelephantineae
- Ammandra
- Nypa
- Palandra
- Phytelephas
- Yarina